# Przewodnik Kółek Rolniczych
Przewodnik Kółek Rolniczych – czasopismo wychodzące w latach 1889–1914, 1916–1928 propagujące zasady nowoczesnego gospodarowania i unowocześniania gospodarki rolnej.
Było przeznaczone dla chłopów, propagując wśród nich nowoczesne gospodarowanie oraz upowszechniając wiedzę agronomiczną. Początkowo stanowiło organ Towarzystwa Kółek Rolniczych we Lwowie. Czasopismo wychodziło najpierw jako miesięcznik (1889-1893), następnie jako dwutygodnik (1894–1906) W latach 1907–1914 pismo wychodziło trzy razy w miesiącu z trzema bezpłatnymi dodatkami wychodzącymi raz w miesiącu: 1) wersja ukraińska „Przewodnika”, 2) „Obrona Pożarna” i 3) „Przyjaciel zdrowia” (1912–1914). Było redagowane kolejno przez Ludwika Zielonkę (1889–1897), Zygmunta Dudrewicza (1897–1905) i Telesfora Adamskiego (1906–1914). Wydawano je początkowo we Lwowie, a od 1917 w Krakowie jako dwutygodnik.
W latach 1919–1928 czasopismo było organem Małopolskiego Towarzystwa Rolniczego. W okresie międzywojennym wydawano przy nim także liczne dodatki takie jak „Przewodnik Gospodyń” (1921–1928), „Przewodnik Pszczelarzy” (1921–1924), „Przewodnik Ogrodniczy” (1922–1924), „Wieczory Rodzinne” (1923–1924), „Przewodnik Spółdzielczy Związku Rewizyjnego Spółdzielni Kółek Rolniczych w Krakowie” (1923–1924), „Wiedza i Życie” (1924–1928) oraz „Młoda Polska” (1928).
W 1929 po połączeniu z czasopismem „Zagroda Wzorowa” wydawano w latach 1929–1937 tytuł „Zagroda Wzorowa – Przewodnik Kółek Rolniczych”.

## Zdigitalizowane numery „Przewodnika Kółek Rolniczych”
- „Przewodnik Kółek Rolniczych” – 1905, 1912, 1923, 1925, 1927, 1928 Biblioteka Cyfrowa Uniwersytetu Łódzkiego – wersja elektroniczna
- „Przewodnik Kółek Rolniczych” – 1891, 1892, 1898–1903, 1905–1914 Wielkopolska Biblioteka Cyfrowa – wersja elektroniczna